# Sommertagszug

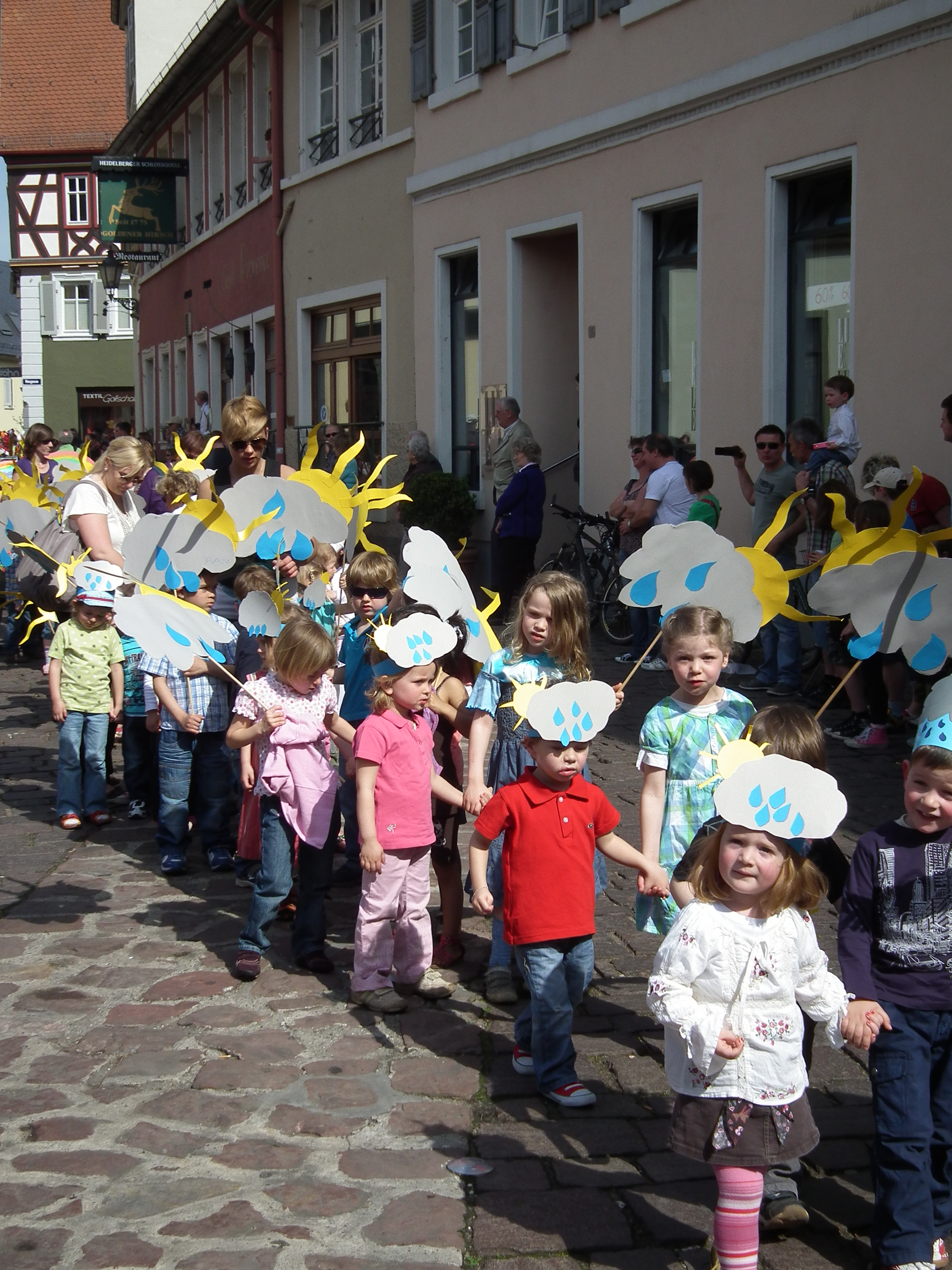
Sommertagszug in Ladenburg

Der Sommertagszug ist ein Brauchtumsfest in der Kurpfalz und in den angrenzenden Gebieten. Traditionell wird es an „Mittfasten“ begangen, am Sonntag Laetare, also drei Wochen vor Ostern, teilweise jedoch auch an anderen Terminen, abhängig von der örtlichen Tradition. Der Sommertagszug gehört zu den Bräuchen der Winterverbrennung und des Todaustragens.

## Ursprung

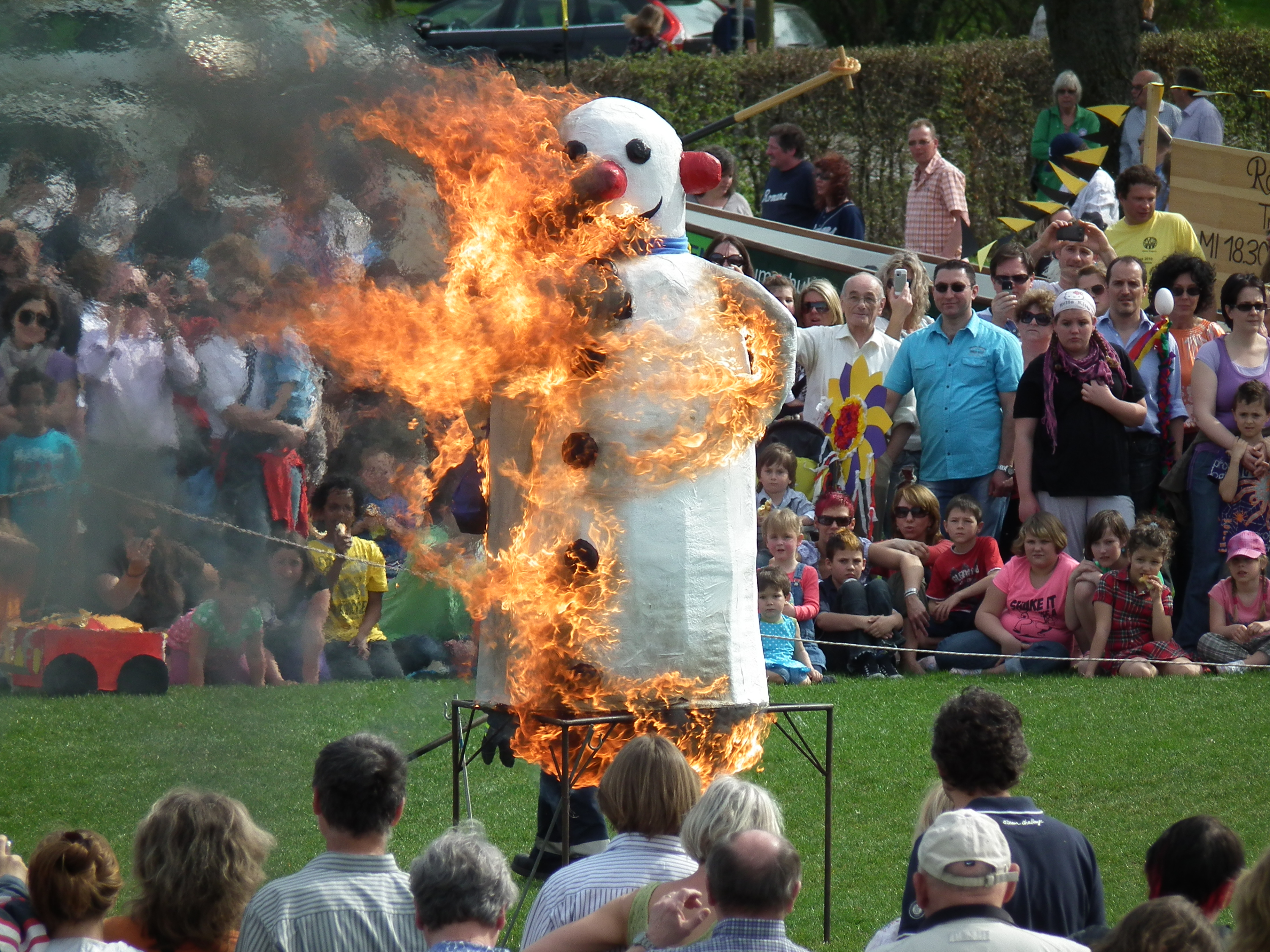
Winterverbrennung

Wahrscheinlich ist der Sommertagszug heidnischen Ursprungs und stellt den Kampf des Winters mit dem Sommer dar. Darüber hinaus fließen Elemente eines Heischebrauches mit ein. Am Ende des Winters waren viele Vorratskammern leer und die Kinder gingen betteln. Erwähnung findet das Fest bereits in den Briefen von Lieselotte von der Pfalz, der Schwägerin Ludwigs XIV. von Frankreich. Sie erwähnt in ihren Briefen schon das Lied „Stroh, Stroh, Stroh“. An manchen Orten haben sich andere Bräuche mit dem Sommertagsbrauch vermischt, wie in Iggelheim, die Weckspende, die aus der Weckackerstiftung hervorging, in Horchheim der Wackauswurf oder in Forst die Stiftung der Spitzwecken mit Hansel-Fingerhut-Spiel am Sonntag Laetare.

## Geschichtliche Entwicklung
Der Brauch des Sommertags wurde teilweise im 17. und 18. Jahrhundert von den christlichen Bekenntnissen als „heidnisches Greuel“ gesehen, jedoch offenbar um 1800 wiederbelebt, aber nach dem Hambacher Fest in der bayerischen Pfalz als meldepflichtiges Volksfest beobachtet. Die Bayerischen Landes- und Volkskunde charakterisierte später die Lieder der Sommertagsbräuche als „heidnisch gedacht und gefasst und zumeist durch ungehöriges, großenteils unverstehliches Beiwerk erneuert“. Anfang des 20. Jahrhunderts begannen die Heimatpflege und Volkskunde sowie die Ortsgemeinden, die Wirtschaft und der Fremdenverkehr die Sommertagsbräuche mit Inhalt zu füllen bzw. zu organisieren. Im Ersten Weltkrieg und Zweiten Weltkrieg fielen die Sommertagszüge aus. In den 1920er und 1930er Jahren wurde die Tradition mit größeren Umzügen fortgesetzt. In der NS-Zeit gab es Versuche, den Sommertag politisch zu vereinnahmen. Nach 1945 kam es an vielen Orten nach und nach zum Verschwinden des Sommertags. Jedoch lässt sich in den letzten vier Jahrzehnten mancherorts die Wiederaufnahme der Sommertagszüge durch vielfältige Veranstalter verzeichnen.

## Verlauf
Der Sommertagszug zieht durch den Ort (in Mannheim durch den Luisenpark) und verkündet den Bewohnern, dass der Winter nun ein Ende hat. Kinder bekleben bunte Stecken mit farbigem Papier und stecken auf die Spitze eine süße Hefebrezel, die sogenannte Sommertagsbrezel, oft auch noch ein ausgeblasenes Ei. Begleitet werden die Kinder von den Butzen, das sind große Gestelle, in denen Personen stecken, die sie herumtragen. Diese Gestelle sind mit Stroh (für den tristen Winter) oder Tannenzweigen (für den grünen Sommer) geschmückt. Oft läuft noch ein Schneemann aus Pappmaché mit. Zum Abschluss des Umzuges tanzen die Butzen miteinander und der Schneemann wird verbrannt. Vereine schmücken Wagen mit österlichen oder Frühjahrs-Motiven, ein Musikverein spielt Frühlingslieder.

## Sommertagslied
Ein Lied darf auf keinen Fall fehlen, dessen Text von Ort zu Ort variieren kann:
Strih, Strah, Stroh,
Der Sommerdag is do.
Der Sommer und der Winter
Des sin Geschwisterkinder.
Strih, Strah Stroh,
Der Sommerdag is do
Sommerdag, stab aus
bloß dem Winter die Aage aus
Isch her die Schlissel klingle,
Was werre se uns dann bringe
Roure Wein und Brezel drein,
Was noch dazu? Paar neie Schuh,
Strih Strah Stroh
Der Sommerdag is do
Heit iwwers Johr,
Do simmer widder do.
O du alter Stockfisch,
wann mer kummt, do hosch nix
Als e Schipp voll Kohle,
Der Kukuck soll disch hole.
Strih Strah Stroh,
Der Sommerdag is do.

## Sommertagsveranstaltungen in den Regionen, Stichjahr 2014
1789 zum Kurfürstentum Pfalz gehörende Ort sind grün unterlegt
| Ort, ST (Stadtteil) bzw. OT (Ortsteil) | Region                          | Name der Veranstaltung                   | Tag                                                 | Veranstalter 2014                                                             | Tradition seit                           |
| -------------------------------------- | ------------------------------- | ---------------------------------------- | --------------------------------------------------- | ----------------------------------------------------------------------------- | ---------------------------------------- |
| Albisheim                              | Pfalz, Donnersbergkreis         | Stabaus, Frühlingsfest                   |                                                     | Landfrauen                                                                    |                                          |
| Altrip                                 | Pfalz, Rhein-Pfalz-Kreis        | Sommertagszug                            | Sonntag um den Frühlingsanfang                      | AG Altriper Vereine                                                           |                                          |
| Bad Dürkheim, OT Grethen               | Pfalz, LK Bad Dürkheim          | Stabaus                                  | Sonntag Laetare                                     | Förderverein der Grundschule Grethen                                          |                                          |
| Bad Dürkheim, OT Hardenburg            | Pfalz, LK Bad Dürkheim          | Stabaus                                  | Sonntag Laetare                                     |                                                                               |                                          |
| Bad Dürkheim, OT Leistadt              | Pfalz, LK Bad Dürkheim          | Stabaus                                  | Sonntag Laetare                                     | Gemeinschaftskindergarten                                                     |                                          |
| Bammental                              | Baden, Rhein-Neckar-Kreis       | Sommertagsumzug                          | Sonntag Laetare                                     | Kulturring Bammental e. V.                                                    |                                          |
| Bellheim                               | Pfalz, LK Germersheim           | Sommertagsumzug                          | Sonntag Laetare                                     | TV 1892 Bellheim                                                              |                                          |
| Biblis, OT Nordheim                    | Hessen, Landkreis Bergstraße    | Stabaus                                  | Sonntag                                             | Verein für Heimatgeschichte Nordheim                                          |                                          |
| Battenberg                             | Pfalz, LK Bad Dürkheim          | Stabaus                                  | Sonntag um den Frühlingsanfang                      | Feuerwehr Battenberg                                                          |                                          |
| Billigheim-Ingenheim                   | Pfalz, LK Südliche Weinstraße   | Lätareumzug                              | Sonntag Laetare                                     | Klingbachschule und Kindergarten „Kleine Strolche“                            |                                          |
| Bissersheim                            | Pfalz, LK Bad Dürkheim          | Stabaus                                  | Sonntag Laetare                                     | Gemeinde Bissersheim, FW, GV Liederkranz                                      |                                          |
| Bechtheim                              | Rheinhessen, LK Alzey-Worms     | Stabaus                                  | Frühlingsanfang                                     | Kindergarten Bechtheim                                                        |                                          |
| Bechtolsheim                           | Rheinhessen, LK Alzey-Worms     | Stabausfest                              | Sonntag Laetare                                     | Wählergemeinschaft Bürgernah                                                  | seit 2014                                |
| Böhl-Iggelheim                         | Pfalz, Rhein-Pfalz-Kreis        | Laetare-Umzug Iggelheim                  | Sonntag Laetare                                     | Gemeinde Böhl-Iggelheim                                                       |                                          |
| Boxberg, OT Schweigern                 | Baden, Main-Tauber-Kreis        | Sommertagszug                            |                                                     |                                                                               |                                          |
| Brühl                                  | Baden, Rhein-Neckar-Kreis       | Sommertagszug                            |                                                     | CV Rohrhöfer Göggel                                                           |                                          |
| Bruchsal                               | Baden, Landkreis Karlsruhe      | Sommertagszug                            | Sonntag Anfang Mai                                  | Komitee Bruchsaler Sommertagszug e. V.                                        | Tradition seit 1901, Wiederaufnahme 1985 |
| Dalheim                                | Rheinhessen, LK Mainz-Bingen    | Stabaus                                  | Sonntag Laetare                                     | Kindertagesstätte Dalheim                                                     |                                          |
| Dienheim                               | Rheinhessen, LK Mainz-Bingen    | Stabaus                                  | Sonntag um den Frühlingsanfang                      | FVW Dienheim                                                                  |                                          |
| Dexheim                                | Rheinhessen, LK Mainz-Bingen    | Stabaus                                  | Sonntag Laetare                                     | Dexheimer Geschichtsverein                                                    |                                          |
| Dolgesheim                             | Rheinhessen, LK Mainz-Bingen    | Stabaus                                  | Sonntag Laetare                                     | Kindergarten Dolgesheim                                                       |                                          |
| Eberbach                               | Baden, Rhein-Neckar-Kreis       | Sommertagszug                            | Ende April                                          | Bürger- und Heimatverein                                                      |                                          |
| Ebertsheim                             | Pfalz, LK Bad Dürkheim          | Winterverbrennung                        | Sonntag um den Frühlingsanfang                      | Gemeinde Ebertsheim                                                           |                                          |
| Edenkoben                              | Pfalz, LK Südliche Weinstraße   | Sommertagsumzug                          | Sonntag Laetare                                     | Stadt Edenkoben                                                               |                                          |
| Edingen-Neckarhausen                   | Baden, Rhein-Neckar-Kreis       | Sommertagsumzug                          | 2. Sonntag nach Ostern                              | Gemeinde Edingen-Neckarhausen u. Heimatbund Edingen                           |                                          |
| Einselthum                             | Pfalz, Donnersbergkreis         | Stabaus                                  | Sonntag um Frühlingsanfang                          | Musikfreunde Einselthum                                                       |                                          |
| Eisenberg                              | Pfalz, Donnersbergkreis         | Stabaus                                  | Sonntag um Frühlingsanfang                          | Stadt Eisenberg                                                               |                                          |
| Eppelheim                              | Baden, Rhein-Neckar-Kreis       | Sommertagsumzug                          |                                                     | Gemeinde Eppelheim                                                            |                                          |
| Essingen                               | Pfalz, LK Südliche Weinstraße   | Laatareumzug                             | Sonntag Laetare                                     | Elternausschuss des Kindergartens Sonnenstrahl                                |                                          |
| Eßweiler                               | Pfalz, LK Kusel                 | Winterverbrennung mit Fackelzug          | Frühlingsanfang                                     | Landfrauen                                                                    | seit 2013                                |
| Forst                                  | Pfalz, LK Bad Dürkheim          | Frühlingsfest mit Hansel-Fingerhut-Spiel | Sonntag Laetare                                     | Verein für Brauchtum und Dorfverschönerung Forst                              |                                          |
| Frankenstein                           | Pfalz, LK Kaiserslautern        | Winterverbrennung mit Sommertagspiel     | Sonntag Laetare                                     | Gemeinde Frankenstein                                                         |                                          |
| Frankenthal, OT Mörsch                 | Pfalz, Stadt Frankenthal        | Stabausumzug                             | Sonntag Laetare                                     | Arbeitsgemeinschaft Mörsch                                                    |                                          |
| Freinsheim                             | Pfalz, LK Bad Dürkheim          | Stabausumzug                             | Sonntag um den Frühlingsanfang                      | Kita Haus für Kinder                                                          |                                          |
| Germersheim                            | Pfalz, LK Germersheim           | Frühlingsfest mit Sommertagsumzug        | Sonntag Anfang April                                |                                                                               |                                          |
| Gerolsheim                             | Pfalz, LK Bad Dürkheim          | Stabausumzug                             | Sonntag Laetare                                     | Ortskartell                                                                   |                                          |
| Glan-Münchweiler                       | Pfalz, Landkreis Kusel          | Winterverbrennung                        | April                                               |                                                                               |                                          |
| Göcklingen                             | Pfalz, LK Südliche Weinstraße   | Laetare-Umzug                            | Sonntag Laetare                                     | Musikkapelle Göcklingen                                                       |                                          |
| Großkarlbach                           | Pfalz, LK Bad Dürkheim          | Stabaus                                  | 3. Wochenende im März                               |                                                                               |                                          |
| Grünstadt                              | Pfalz, LK Bad Dürkheim          | Sommertagsumzug                          | erster verkaufsoffener Sonntag im März              | Kulturforum des Wirtschaftsforums Grünstadt                                   |                                          |
| Gundheim                               | Rheinhessen, LK Alzey-Worms     | Stabaus                                  | Sonntag um den Frühlingsanfang                      | Heimatverein Gundheim                                                         |                                          |
| Gundersheim                            | Rheinhessen, LK Alzey-Worms     | Stabaus                                  | Sonntag Laeatare                                    |                                                                               |                                          |
| Guntersblum                            | Rheinhessen, LK Alzey-Worms     | Stabaus                                  | Samstag vor Sonntag Laetare                         | Bürgermeister, Kindergärten und Elternausschüsse                              |                                          |
| Hamm                                   | Rheinhessen LK Worms-Alzey      | Stabausfest                              |                                                     | Kita Hexenkessel                                                              |                                          |
| Hardheim                               | Baden, Neckar-Odenwaldkreis     | Sommertagszug                            | Sonntag Mitte März zum Josefsmarkt                  |                                                                               |                                          |
| Haßloch                                | Pfalz, LK Bad Dürkheim          | Sommertagsumzug                          | Sonntag um den Frühlingsanfang, 1986 Wiederaufnahme | Gemeinde Haßloch                                                              |                                          |
| Hauenstein                             | Pfalz, Kreis Südwestpfalz       | Frühlingsfest mit Winterverbrennung      | in der 2. Maiwoche                                  |                                                                               |                                          |
| Heddesheim                             | Baden, Rhein-Neckar-Kreis       | Sommertagszug                            | Ende März/Anfang April                              | Gemeinde Heddesheim                                                           | 2014: 30. Sommertagszug                  |
| Heidelberg, ST Emmertsgrund            | Baden, Stadt Heidelberg         | Sommertagszug                            | Sonntag Laetare                                     | Stadtteilverein Emmertsgrund                                                  |                                          |
| Heidelberg, ST Handschuhsheim          | Baden, Stadt Heidelberg         | Sommertagszug                            | 2. Sonntag vor Ostern                               | Stadtteilverein Handschuhsheim                                                |                                          |
| Heidelberg, ST Kirchheim               | Baden, Stadt Heidelberg         | Sommertagszug                            | Sonntag Laetare                                     | Stadtteilverein Kirchheim                                                     |                                          |
| Heidelberg, ST Pfaffengrund            | Baden, Stadt Heidelberg         | Sommertagszug                            | Sonntag nach Ostern                                 | Stadtteilverein Pfaffengrund                                                  |                                          |
| Heidelberg, ST Rohrbach                | Baden, Stadt Heidelberg         | Sommertagszug                            | Sonntag um den Frühlingsanfang                      | Stadtteilverein Rohrbach                                                      |                                          |
| Heidelberg, ST Schlierbach             | Baden, Stadt Heidelberg         | Sommertagszug                            | Sonntag um den Frühlingsanfang                      | Stadtteilverein Schlierbach                                                   |                                          |
| Heidelberg, ST Weststadt               | Baden, Stadt Heidelberg         | Sommertagszug                            | Sonntag Laetare                                     | Stadtteilverein West-Heidelberg                                               |                                          |
| Heidelberg, ST Wieblingen              | Baden, Stadt Heidelberg         | Sommertagszug                            | Sonntage vor oder nach Ostern                       | Stadtteilverein Wieblingen                                                    |                                          |
| Heidelberg, ST Ziegelhausen            | Baden, Stadt Heidelberg         | Sommertagszug                            | 2. Sonntag vor Ostern                               | Stadtteilverein Ziegelhausen und Peterstal                                    |                                          |
| Heidelberg, Stadt                      | Baden, Stadt Heidelberg         | Sommertagszug                            | Sonntag Laetare                                     | Heidelberg Event GmbH                                                         | Wiederaufnahme 1893                      |
| Heiligkreuzsteinach                    | Baden, Rhein-Neckar-Kreis       | Sommertagszug                            | Sonntag Laetare                                     | Gemeinde und Landfrauenverein                                                 |                                          |
| Heinzenhausen                          | Pfalz, LK Kusel                 | Frühlingsfest mit Winterverbrennung      | Samstag um den Frühlingsanfang                      | Landfrauen Ortsverein Kappeln                                                 | seit 2013                                |
| Hemsbach                               | Baden, Rhein-Neckar-Kreis       | Sommertagszug                            |                                                     | Kindertagesstätten Hemsbach                                                   |                                          |
| Hirschberg                             | Baden, Rhein-Neckar-Kreis       | Sommertagszug                            | Anfang bis Mitte März                               | Gemeinde Hirschberg u. Sing- und Volkstanzkreis Leutershausen                 |                                          |
| Hockenheim                             | Baden, Rhein-Neckar-Kreis       | Sommertag                                | Eine Woche nach Laetare                             | Lebendiges Hockenheim e.V                                                     |                                          |
| Jockgrim                               | Pfalz, LK Germersheim           | Sommertagszug                            | Sonntag um den Frühlingsanfang                      | Grundschule Jockgrim Kulturgemeinschaft Jockgrim e. V.                        |                                          |
| Karlsruhe, ST Bulach                   | Baden, Stadt Karlsruhe          | Sommertagszug                            | Mai bis Juni, alle zwei bis vier Jahre              | Bürgerverein Bulach                                                           |                                          |
| Ketsch                                 | Baden, Rhein-Neckar-Kreis       | Maifest mit Sommertagszug                | Sonntag im Mai                                      | Interessengemeinschaft Ketscher Vereine                                       |                                          |
| Kerzenheim                             | Pfalz, Donnersbergkreis         | Stabaus                                  | Sonntag vor Frühlingsanfang                         | Kleingärtner-Verein Kerzenheim                                                |                                          |
| Kindenheim                             | Pfalz, LK Bad Dürkheim          | Winterverbrennung                        | Sonntag um den Frühlingsanfang                      | Feuerwehr Bockenheim-Kindenheim und die Kita Kindenheim                       |                                          |
| Kollweiler                             | Pfalz, LK Kaiserslautern        | Winterverbrennung                        | Frühlingsanfang                                     | Förderkreis der Freiwilligen Feuerwehr Kollweiler e. V.                       |                                          |
| Kuhardt                                | Pfalz, LK Germersheim           | Sommertag                                | Frühlingsanfang                                     | Kindertagesstätte Kuhardt bzw. Kulturkreis Kuhardt                            |                                          |
| Lambrecht                              | Pfalz, LK Bad Dürkheim          | Sommertagsfest                           | letzter Sonntag im März                             | Stadt und Verkehrsverein Lambrecht                                            |                                          |
| Ladenburg                              | Baden, Rhein-Neckar-Kreis       | Sommertagszug                            | Sonntag Laetare                                     | Heimatbund Ladenburg                                                          |                                          |
| Lampertheim                            | Hessen, Landkreis Bergstraße    | Stabaus                                  | Sonntag um den Frühlingsanfang                      | AZ Vogelpark                                                                  |                                          |
| Landau                                 | Pfalz, Stadt Landau             | Laetare-Umzug mit Hansel-Fingerhut-Spiel | Sonntag Laetare                                     | Stadt Landau, Büro für Tourismus                                              |                                          |
| Landau, ST Arzheim                     | Pfalz, Stadt Landau             | Laetare-Umzug                            | Sonntag Anfang April                                | Grundschule Arzheim und Musikkapelle „Kleine Kalmit“                          |                                          |
| Landau, ST Godramstein                 | Pfalz, Stadt Landau             | Laetare-Umzug                            | Sonntag um den Frühlingsanfang                      | Grundschule Godramstein                                                       |                                          |
| Landau, ST Mörlheim                    | Pfalz, Stadt Landau             | Laetare-Umzug mit Hansel-Fingerhut-Spiel | Sonntag Laetare                                     | Grundschulen Mörlheim und Queichheim                                          |                                          |
| Landau, ST Mörzheim                    | Pfalz, Stadt Landau             | Laetare-Umzug                            | Sonntag um den Frühlingsanfang                      | Grundschule und Kindergarten Mörzheim                                         |                                          |
| Landau, ST Nußdorf                     | Pfalz, Stadt Landau             | Laetare-Umzug                            | Sonntag um den Frühlingsanfang                      | Freundeskreis des Kindergartens Nußdorf                                       |                                          |
| Landau, ST Wollmesheim                 | Pfalz, Stadt Landau             | Laetare-Umzug                            | Sonntag Anfang April                                | Kindergarten Wollmesheim                                                      |                                          |
| Leimen, ST Gauangelloch                | Baden, Rhein-Neckar-Kreis       | Frühlingsfest mit Sommertagszug          | Sonntag April bis Mai                               | Stadt Leimen u. Fröbel Kindergarten                                           |                                          |
| Leimen, ST St.Ilgen                    | Baden, Rhein-Neckar-Kreis       | Frühlingsfest mit Sommertagszug          | Sonntag April bis Mai                               | Stadt Leimen                                                                  |                                          |
| Lobbach                                | Baden, Rhein-Neckar-Kreis       | Sommertagsumzug in Lobenfeld             |                                                     | Gemeinde Lobbach                                                              |                                          |
| Ludwigshafen, ST Edigheim              | Pfalz, Stadt Ludwigshafen       | Stabausumzug                             | Samstag um den Frühlingsanfang                      | Kita und JFS Edigheim                                                         |                                          |
| Ludwigshafen, ST Niederfeld            | Pfalz, Stadt Ludwigshafen       | Sommertagsumzug                          | Sonntag um den Frühlingsanfang,                     | Siedlergemeinschaft Niederfeld                                                | seit 1968                                |
| Ludwigshafen, ST Oggersheim            | Pfalz, Stadt Ludwigshafen       | Sommertagszug mit Frühlingsfest          | Sonntag Laetare bzw. Frühlingsanfang                | AG Oggersheimer Vereine bzw. Georgensschule                                   | 2014: 106. Sommertagszug                 |
| Ludwigshafen, ST Rheingönheim          | Pfalz, Stadt Ludwigshafen       | Sommertagsumzug                          | Sonntag Laetare                                     |                                                                               |                                          |
| Ludwigshafen, ST West                  | Pfalz, Stadt Ludwigshafen       | Sommertagsumzug                          | wechselnd Werktag nach Frühlingsanfang              | Stadtteilbüro Bürgertreff Soziale Stadt u. Kindertagesstätten                 |                                          |
| Lustadt                                | Pfalz, LK Germersheim           | Sommertagsumzug                          | um den Frühlingsanfang                              | Freiwillige Feuerwehr Lustadt u. die Kindertagesstätte Villa Lustica          |                                          |
| Mannheim                               | Baden, Stadt Mannheim           | Sommertagszug                            | Sonntag um den Frühlingsanfang                      | Luisenpark, Stadt Mannheim                                                    |                                          |
| Mannheim, ST Friedrichsfeld            | Baden, Stadt Mannheim           | Sommertagszug                            | Sonntag im April                                    | IG Friedrichsfelder Vereine                                                   |                                          |
| Mannheim, ST Gartenstadt               | Baden, Stadt Mannheim           | Sommertagszug                            | Sonntag um den Frühlingsanfang                      | Bürgerverein Gartenstadt                                                      |                                          |
| Mannheim, ST Neckarau                  | Baden, Stadt Mannheim           | Sommertagsumzug                          | Samstag Anfang April                                | IG Neckarauer Vereine                                                         |                                          |
| Mannheim, ST Neckarstadt-West          | Baden, Stadt Mannheim           | Sommertagszug                            | Sonntag, um den Frühlingsanfang ,                   |                                                                               | seit 1996                                |
| Mannheim, ST Sandhofen                 | Baden, Stadt Mannheim           | Sommertagszug                            | Sonntag um den Frühlingsanfang                      |                                                                               |                                          |
| Mannheim, ST Schönau                   | Baden, Stadt Mannheim           | Sommertagsumzug,                         |                                                     | Ottmar Öhring und Brigitte Michel                                             | seit 1994                                |
| Mauer                                  | Baden, Rhein-Neckar-Kreis       | Sommertagszug                            |                                                     |                                                                               |                                          |
| Maxdorf                                | Pfalz, Rhein-Pfalz-Kreis        | Sommertagsumzug                          | Sonntag Laetare                                     | Förderverein der Haidwaldschule                                               |                                          |
| Mehlbach                               | Pfalz, LK Kaiserslautern        | Winterverbrennung mit Fackelwanderung    | Frühlingsanfang                                     | Förderverein der Freiwilligen Feuerwehr Mehlbach und Freiwillige Feuerwehr    |                                          |
| Monsheim                               | Rheinhessen, LK Alzey-Worms     | Stabaus                                  | letzter Sonntag im Winter                           |                                                                               |                                          |
| Monzernheim                            | Rheinhessen, LK Alzey-Worms     | Stabaus                                  | Frühlingsanfang                                     | Kindergarten „Max & Moritz“                                                   |                                          |
| Mosbach                                | Baden, Neckar-Odenwald-Kreis    | Sommertagszug                            | Sonntag Laetare                                     | Stadt Mosbach                                                                 |                                          |
| Neckarbischofsheim                     | Baden, Rhein-Neckar-Kreis       | Sommertagszug                            | Sonntag April                                       | Verein für Heimatpflege Neckarbischofsheim                                    |                                          |
| Neckargemünd                           | Baden, Rhein-Neckar-Kreis       | Sommertagszug                            |                                                     |                                                                               |                                          |
| Neckargemünd, ST Dilsberg              | Baden, Rhein-Neckar-Kreis       | Sommertagszug                            |                                                     |                                                                               |                                          |
| Neckargemünd, ST Kleingemünd           | Baden, Rhein-Neckar-Kreis       | Sommertagszug                            |                                                     |                                                                               |                                          |
| Neckargemünd, ST Waldhilsbach          | Baden, Rhein-Neckar-Kreis       | Sommertagszug                            |                                                     |                                                                               |                                          |
| Neckargerach                           | Baden, Neckar-Odenwald-Kreis    | Sommertagsumzug mit Musikfest            | Ende April                                          | Neckargeracher Musikanten                                                     |                                          |
| Neckarsteinach                         | Hessen, Landkreis Bergstraße    | Sommertagszug                            | zwei Wochen vor Ostern                              | Heimat- und Kulturverein Neckarsteinach e. V.                                 | alter Brauch; Wiederaufnahme 1949        |
| Neuleiningen                           | Pfalz, LK Bad Dürkheim          | Stabaus, Winterverbrennung               | Sonntag Laetare                                     | Heimat- und Kulturverein Neuleiningen e. V.                                   |                                          |
| Neulußheim                             | Baden, Rhein-Neckar-Kreis       | Sommertagszug                            | Sonntag Laetare                                     | Neulußheimer Heimatverein                                                     |                                          |
| Neustadt a.d.W.                        | Pfalz, Stadt Neustadt a.d.W.    | Sommertagsumzug                          | Sonntag Laetare                                     | Trachtengruppe Neustadt a.d.W. und Bürgerverein Winzina                       | bis 1970, Wiederaufnahme 1978            |
| Neustadt a.d.W., ST Königsbach         | Pfalz, Stadt Neustadt a.d.W.    | Sommertagsumzug                          | Sonntag Laetare                                     | Förderverein Königsbach / Hammer-Sommer                                       |                                          |
| Niedermohr OT Schrollbach              | Pfalz, Landkreis Kaiserslautern | Winterverbrennung                        | Samstag um den Frühlingsanfang                      | VFF Schrollbach                                                               |                                          |
| Nieder-Olm                             | Rheinhessen, LK Mainz-Bingen    | Stabausumzug                             | Sonntag Laetare                                     | Ev. Kirchengemeinde                                                           |                                          |
| Nierstein                              | Rheinhessen, LK Mainz-Bingen    | Stabaus                                  | Sonntag Laetare                                     |                                                                               |                                          |
| Ober-Flörsheim                         | Rheinhessen, LK Alzey-Worms     | Stabaus                                  | Frühlingsanfang                                     | Heimat- und Kulturverein Oberflörsheim u. Kindertagesstätte Zum rufenden Hahn |                                          |
| Obrigheim                              | Pfalz, LK Bad Dürkheim          | Stabaus                                  | Frühlingsanfang                                     | Gemeinde Obrigheim                                                            |                                          |
| Offstein                               | Rheinhessen, LK Alzey-Worms     | Stabaus                                  | Sonntag um den Frühlingsanfang                      | SPD Offstein                                                                  |                                          |
| Oftersheim                             | Baden, Rhein-Neckar-Kreis       | Sommertagszug                            | Sonntag im April                                    | Gemeinde Oftersheim                                                           |                                          |
| Olsbrücken                             | Pfalz, LK Kaiserslautern        | Winterverbrennung                        | Samstag nach Fasching                               | Ortsgemeinde Olsbrücken u. Pfälzerwald-Verein                                 | seit über 20 Jahren (2012)               |
| Oppenheim                              | Rheinhessen, LK Mainz-Bingen    | Stabaus                                  | Sonntag Laetare                                     | Stadt Oppenheim                                                               |                                          |
| Ottersheim                             | Pfalz, LK Germersheim           | Sommertagszug                            | Sonntag Laetare                                     | TV Ottersheim                                                                 |                                          |
| Otterstadt                             | Pfalz, Rhein-Pfalz-Kreis        | Sommertagszug                            | Samstag um den Frühlingsanfang                      | Gemeinde Otterstadt                                                           |                                          |
| Plankstadt                             | Baden, Rhein-Neckar-Kreis       | Sommertagszug                            | Sonntag im April                                    |                                                                               |                                          |
| Reilingen                              | Baden, Rhein-Neckar-Kreis       | Frühlingsfest mit Sommertagsumzug        | zwei Wochen vor Ostern                              | Kultur- und Sportgemeinschaft Reilingen                                       |                                          |
| Rheinsheim                             | Baden, Landkreis Karlsruhe      | Sommertagszug                            | Sonntag Latetare                                    | Heimat- und Kulturgeschichtlicher Arbeitskreis Reginesheim e. V.              |                                          |
| Rauenberg                              | Baden, Rhein-Neckar-Kreis       | Sommertagsumzug                          |                                                     | Freunde der Mannabergschule u. Kindertagesstätten                             |                                          |
| Rauenberg, OT Malschenberg             | Baden, Rhein-Neckar-Kreis       | Sommertagsumzug                          |                                                     | Vereinsgremium                                                                |                                          |
| Rauenberg, OT Rotenberg                | Baden, Rhein-Neckar-Kreis       | Sommertagsumzug                          | Sonntag Latetare                                    | Schlossbergschule u. Kindertagesstätten                                       |                                          |
| Rüssingen                              | Pfalz, Donnersbergkreis         | Stabaus                                  | Sonntag Laetare                                     | Kerwejugend                                                                   |                                          |
| Sandhausen                             | Baden, Rhein-Neckar-Kreis       | Sommertagszug                            |                                                     | Heimat- und Verkehrsverein                                                    |                                          |
| Schönau                                | Baden, Rhein-Neckar-Kreis       | Sommertagszug                            | Sonntag um den Frühlingsanfang                      |                                                                               | schon ewig                               |
| Schönau, OT Altneudorf                 | Baden, Rhein-Neckar-Kreis       | Sommertagszug                            | Sonntag um den Frühlingsanfang                      |                                                                               | schon ewig                               |
| Schwetzingen                           | Baden, Rhein-Neckar-Kreis       | Sommertagsumzug                          |                                                     | Stadt Schwetzingen                                                            |                                          |
| Seeheim-Jugenheim                      | Hessen, LK Darmstadt-Dieburg    | Winterverbrennung                        | Sommeranfang                                        | Kinder- und Jugendgruppe des NABU                                             |                                          |
| Sinsheim, ST Steinsfurt                | Baden, Rhein-Neckar-Kreis       | Sommertagsumzug                          | Sonntag März/April                                  | Musikverein der Feuerwehrkapelle Steinsfurt                                   |                                          |
| Sondernheim                            | Pfalz, LK Germersheim           | Sommertagsumzug                          | Sonntag Laetare                                     | Kulturgemeinde Sondernheim                                                    |                                          |
| Speyer                                 | Pfalz, Stadt Speyer             | Sommertagsumzug                          | Sonntag Laetare                                     | Verkehrsverein Speyer Veranstaltungs GmbH                                     |                                          |
| Walldorf                               | Baden, Rhein-Neckar-Kreis       | Frühlingsfest und Sommertagsumzug        |                                                     | Churpfalz Wilder Haufen 2000 e. V.                                            | 2014: 100. Umzug                         |
| Stelzenberg                            | Pfalz, LK Kaiserslautern        | Winterverbrennung                        |                                                     | Obst- und Gartenbauverein Kita                                                |                                          |
| Stetten (Pfalz)                        | Pfalz, Donnersbergkreis         | Stabaus                                  | Frühlingsanfang                                     | TUS Stetten                                                                   |                                          |
| Wattenheim                             | Pfalz, LK Bad Dürkheim          | Stabaus                                  | Sonntag Laetare                                     | UVW, Unterhaltungsverein Wattenheim e. V.                                     | eine sehr alte Tradition                 |
| Weilerbach                             | Pfalz, LK Kaiserslautern        | Winterverbrennung mit Fackelzug          | Samstag um den Frühlingsanfang                      | CDU Weilerbach                                                                |                                          |
| Weingarten (Pfalz)                     | Pfalz, LK Germersheim           | Sommertagsumzug                          | Sonntag um den Frühlingsanfang                      | Ortsgemeinde Weingarten u. Förderkreis Kinder in Weingarten                   |                                          |
| Weinheim                               | Baden, Rhein-Neckar-Kreis       | Sommertagsumzug                          | Sonntag Laetare                                     | Kulturbüro der Stadt Weinheim                                                 | 2002: 100 Jahre „Sommertagszug“          |
| Weinolsheim                            | Rheinhessen, LK Mainz-Bingen    | Stabaus                                  | Frühlingsanfang                                     | Kindergarten Haus der kleinen Forscher                                        |                                          |
| Westhofen                              | Rheinhessen, LK Alzey-Worms     | Stabaus                                  | Frühlingsanfang                                     | Kindergärten Westhofen                                                        |                                          |
| Wiesloch                               | Baden, Rhein-Neckar-Kreis       | Sommertagszug                            | Sonntag im März bis Mai                             |                                                                               |                                          |
| Wiesloch, ST Baiertal                  | Baden, Rhein-Neckar-Kreis       | Sommertagszug                            |                                                     |                                                                               |                                          |
| Wiesloch, ST Frauenweiler              | Baden, Rhein-Neckar-Kreis       | Sommertagsumzug                          | Samstag März bis April                              |                                                                               |                                          |
| Wiesloch, ST Schatthausen              | Baden, Rhein-Neckar-Kreis       | Sommertagsumzug                          |                                                     |                                                                               |                                          |
| Wilhelmsfeld                           | Baden, Rhein-Neckar-Kreis       | Sommertagszug                            | Ende März                                           | Heimat- und Verkehrsverein Wilhelmsfeld                                       |                                          |
| Wintersheim                            | Rheinhessen, LK Mainz-Bingen    | Stabausumzug                             | Sonntag um den Frühlingsanfang                      |                                                                               |                                          |
| Worms                                  | Rheinhessen, Stadt Worms        | Stabausfest                              | Sonntag um den Frühlingsanfang                      | Freundeskreis Tiergarten Worms e.V                                            |                                          |
| Worms, ST Horchheim                    | Rheinhessen, Stadt Worms        | Sommertag, Weckauswurf                   | Sonntag Laetare                                     |                                                                               |                                          |
| Worms, ST Rheindürkheim                | Rheinhessen, Stadt Worms        | Stabaus                                  |                                                     | Rheindürkheimer Feuerwehr (Feuerwache Worms-Nord)                             |                                          |

### Veranstaltungsorte (Auswahl)
- Allgemeine Zeitung Rhein-Main-Presse, Online
- Amtsblatt der Verbandsgemeinde Westhofen
- Amtsblatt der Verbandsgemeinde Grünstadt-Land
- Amtsblatt der Verbandsgemeinde Guntersblum
- Amtsblatt der Verbandsgemeinde Hettenleidelheim
- Amtsblatt der Verbandsgemeinde Lingenfeld
- Amtsblatt der Verbandsgemeinde Nieder-Olm
- Die Pfalz feiert, online
- Metropolnews – Nachrichtenmagazin, online
- Metropolregion Rhein-Neckar News, online
- Morgenweb, Mannheimer Morgen, online
- Feste und Veranstaltungen Südpfalz-Tourismus 2014, online
- Webseiten der Veranstalter